# Alain Bashung
Alain Claude Baschung, dit Alain Bashung, né le 1er décembre 1947 à Paris et mort le 14 mars 2009 dans la même ville, est un auteur-compositeur-interprète et acteur français.
Après un début de carrière difficile, il rencontre le succès au début des années 1980 avec  Gaby oh Gaby et Vertige de l'amour.
Après son huitième album, Osez Joséphine (1991), ses créations ont  un moindre succès commercial, mais sont saluées par la critique et le public. Il a créé douze albums studio, dont deux posthumes.
Avec Matthieu Chedid, il est le chanteur le plus primé aux Victoires de la musique, avec treize victoires.

## Biographie

### Jeunesse
Alain Claude Baschung est né le 1er décembre 1947 dans le 14e arrondissement de Paris, d'une mère bretonne, Geneviève Hascoët, ouvrière dans l'usine Renault de Boulogne-Billancourt, et d'un père kabyle, qu'il n'a jamais connu,. Sa mère n'a jamais évoqué cette liaison passagère. Elle se maria peu après cette naissance avec Roger Baschung, un boulanger alsacien. On lui donne le nom de son beau-père, à l'âge d'un an, il est envoyé chez les parents de celui-ci, près de Strasbourg, à Wingersheim, pour de meilleures conditions matérielles. Alain Bashung passe ainsi son enfance à la campagne dans un milieu modeste et conservateur, avec Oma (Elisabeth Battenstein, née à Düsseldorf, le 26 mars 1897), qui ne parle pas le français. Son beau-père Roger lui offre pour ses cinq ans un harmonica Rosebud qui sera son jouet préféré. L'enfant s'évade de l'ennui solitaire avec la radio. Ses premiers émois musicaux sont les valses de Strauss, Wagner ou Kurt Weill... Enfant de chœur à Wingersheim, il pratique aussi le basket-ball et le cyclisme sur piste,. À travers les radios des bases américaines installées en Allemagne, il découvre le rock'n'roll : « J'avais l'impression que chaque morceau m'était adressé personnellement, pour la première fois je me suis senti heureux ».
Il revient vivre chez ses parents à Boulogne-Billancourt en 1959.  Pour son certificat d'études, on lui offre une guitare Lucky 7. Sa « marraine » Andrée,  responsable du personnel et des œuvres sociales chez Renault, l'emmène à des concerts ;  il découvre Édith Piaf, le rock américain de Gene Vincent. Il entend à la radio Buddy Holly, qui deviendra un modèle, et Elvis Presley.
À partir de 1963, étudiant à l'école nationale de commerce, il forme avec Mike Larie le groupe éphémère Les Dunces (en français : « les cancres »), au registre composé de reprises de morceaux country, folk et rockabilly. Le groupe se produit l'été 1963 à Royan, puis l'hiver à Méribel. En 1965, il abandonne ses études de comptabilité après son BTS, à la suite d'un stage dans un bureau du service financier de Rhône-Poulenc. Il veut devenir musicien. Il coupe les ponts avec sa famille et habite chez des amis. Il continue avec les Dunces à jouer, surtout dans les bases américaines, et  dans les restaurants et hôtels de province. Un ami de sa marraine Andrée, régisseur à l'ORTF pour les shows d'Henri Salvador, lui ouvre les portes du music-hall.

### Dix ans de débuts difficiles
Il débute difficilement, avec un premier 45 tours, Pourquoi rêvez-vous des États-Unis ?, en 1966 ,  à dix-neuf ans. Entré chez RCA la même année comme arrangeur, il y signe la musique de chansons pour Claude Channes (Il est grand temps de faire... Boom!), Évelyne Courtois alias Pussy Cat (Moi je préfère ma poupée) et Noël Deschamps (Oh la hey). En juin 1967, lors d’un festival pop au Palais des Sports de Paris, il joue en première partie avec Ronnie Bird et Noël Deschamps - devant les VIP (en), des Pretty Things, des Troggs et Cream,.
En 1968, avec la chanson Je vous crois, il est révélé à la télé en gagnant à « Tremplins de l'été », début de notoriété limitée. Il vit quelques mois chez le chanteur Christophe. Il enregistre Les Romantiques en 1968, un single de peu de succès. Il supprime le « c » de son nom. Il enregistre ensuite Ni le ciel ni l'enfer, La Rivière, La dernière porte dont les arrangements sont confiés à Jean-Claude Vannier et André Georget.
Entre 1972 et 1974, il compose une partie des musiques et coréalise trois albums et trois singles (dont Marilou) pour Dick Rivers,.
En 1973, Alain Bashung interprète Robespierre dans la comédie musicale La Révolution française, de Claude-Michel Schönberg, sous le nom d'Alain BasChung.
En onze ans, il produit une douzaine de singles, dont l'un sous le pseudonyme de David Bergen, en 1975, et participe en tant que compositeur et interprète, sous le pseudonyme d'Hendrick Darmen, aux deux seuls 45 tours du groupe Monkey Bizness, en 1976-1977, sans grand écho.
Bashung rencontre alors le réalisateur Andy Scott et les paroliers Daniel Tardieu et Boris Bergman, avec qui il signe, en 1977, son premier album innovant, Roman-photos, un échec commercial dans le contexte de la déferlante punk. En cette période de désillusions et d'années sombres, il s'adonnera à diverses drogues, songeant parfois au suicide.

### De 1979 à 1981: Premiers succès
En 1979, Roulette russe, album sombre et rock, est peu diffusé. Il faut attendre 1980 et le 45 tours Gaby oh Gaby pour que le chanteur, alors âgé de bientôt trente-cinq ans, connaisse le succès. Ce single, qui se classe en tête des ventes, s’écoule à près de deux millions d'exemplaires et obtient le prix Charles Trenet et celui de la SACEM. Il sera inclus dans la réédition de Roulette russe, qui connaît alors à cette occasion un regain de ses ventes.
Il confirme avec, en 1981, son album très rock Pizza et le tube Vertige de l'amour. Il entame une tournée des grandes salles, du 1er mai au 27 juin 1981, accompagné de son groupe KGDD constitué de Manfred Kovacic (claviers, saxo), Olivier Guindon (guitare), Philippe Drai (batterie) et François Delage (basse). Il chante le 3 juin à l'Olympia, à guichets fermés.  Bashung est élu meilleur artiste rock de l'année par un jury composé d'une trentaine de journalistes spécialisés réunis par Sylvie Jouffa, et reçoit  le trophée du Bus d'Acier (Grand Prix du Rock Français) décerné au Bus Palladium avec la participation de la SACEM. Le tandem Bashung-Bergman est alors l'exemple d'un possible renouvellement du texte dans la chanson rock, après Gainsbourg et Higelin. Mais il se brouille avec Boris Bergman. À la même époque, il se réconcilie avec ses parents et sa famille, après une longue brouille qui remontait au début des années 1970.

### De 1982 à 1989: Virage artistique, période New Wave
En 1982, Alain Bashung collabore avec Serge Gainsbourg pour l'album Play blessures. Ce disque est une rupture volontaire avec le succès énorme et inattendu de Gaby, dont il semble vouloir se démarquer (« J'dédie cette angoisse à un chanteur disparu, mort de soif dans le désert de Gaby, respectez une minute de silence, faites comme si j'étais pas arrivé... », chante-t-il sur J'croise aux Hébrides). Au regard des 500 000 exemplaires vendus de Pizza, les 65 000 disques vendus de Play Blessures sont un échec. Seuls Libération et les médias rock encensent l'album, tandis que le reste de la presse peine à s'y intéresser : certains qualifieront même Bashung de « Johnny Hallyday new wave ». Cet album est pourtant aujourd'hui considéré comme essentiel dans sa discographie. La même année, il participe au film de Fernando Arrabal, Le Cimetière des voitures, tourné pour la télévision, dont il compose la musique et dans lequel il campe le personnage principal, un Jésus propulsé dans un univers post-apocalyptique. En 1983, l'album plus sombre Figure imposée, écrit en collaboration avec Pascal Jacquemin, reste confidentiel.
Le succès revient, en 1984, avec le single SOS Amor , et il effectue une tournée. En 1985, la sortie de Live Tour 85 et les désaccords quant à son format marquent la fin de la collaboration entre Bashung et sa maison de disques Philips. Barclay, qui a signé Noir Désir la même semaine, lui ouvre alors ses portes. Bashung sort le single Hey Joe, avec en face B le titre Fan en live.
La même année, Alain Bashung interprète le titre Touche pas à mon pote, présent sur l’album homonyme, qui soutient l'association SOS Racisme. Le titre sort aussi en single avec en face B Imbécile.
En 1986, avec Passé le Rio Grande il renoue avec ses premiers tubes et collabore à nouveau avec Boris Bergman. Cet album est récompensé « Meilleur album rock » aux Victoires de la musique et sa musique s’exporte au Canada et en Égypte, où sa tournée passe.
En 1989, il revient aux sonorités sombres et new wave, aux expérimentations, sur l'album Novice. Le single trois titres qui en est extrait, Bombez ! marque sa première collaboration avec le parolier Jean Fauque et sa dernière avec Boris Bergman. Novice, dont la noirceur fait écho à Play Blessures, n'atteint pas 50 000 exemplaires vendus.

### Années 1990: la consécration
À l'aube des années 1990, Alain Bashung rompt avec les machines  synthétiseurs exploités la décennie précédente. Enregistré en partie à Memphis avec des musiciens américains, l'album Osez Joséphine sort en 1991. Une nouvelle fois écrit en collaboration avec Jean Fauque, cet album aux sonorités blues contient des reprises de classiques du rock. À quarante-cinq ans, l'artiste élargit encore son audience, l'album se vend à plus de trois cent cinquante mille exemplaires et le single Osez Joséphine est son premier vrai tube depuis Vertige de l'amour, paru dix ans plus tôt. Sur le même album, se trouve Madame rêve, titre rapidement incontournable de son répertoire, qui laisse entrevoir ses évolutions artistiques.
En 1992, il reprend Les Mots bleus de Christophe, dans la compilation Urgence : 27 artistes pour la recherche contre le sida.
En 1993, Alain Bashung entame à Bruxelles l'enregistrement d'un disque dont l'élaboration est coûteuse et pénible : des musiciens étrangers sont mis à l'épreuve et accumulent de nombreuses prises dans différentes directions (Michael Brook, Sonny Landreth, Ally McErlaine, Link Wray, Marc Ribot et Stéphane Belmondo). Deux mixages sont nécessaires pour donner satisfaction à l'artiste. Chatterton, album qu'il qualifie lui-même de country new age sort en 1994. Le titre Ma petite entreprise est un nouveau succès. Il entame une tournée de deux ans, couronnée, en 1995, par le double album en concert Confessions publiques.
À partir de 1994, Alain Bashung se consacre à sa carrière de comédien débutée en 1981, notamment dans Ma sœur chinoise d'Alain Mazars.
Durant l'année 1997 lourde en événements personnels (dépression, séparation avec sa femme et déménagement dans le quartier de Belleville à Paris), Alain Bashung s'attelle au chantier du disque qui sera considéré comme son chef-d'œuvre : Fantaisie militaire. Les textes sont écrits une nouvelle fois avec Jean Fauque et Barclay présente à Bashung deux auteurs compositeurs de leur écurie : Les Valentins. Le disque est enregistré entre Paris, Aix-en-Provence et Londres avec les participations, entre autres, de Ian Caple, Rodolphe Burger, Adrian Utley (Portishead) et de Joseph Racaille pour les arrangements de cordes. L'album sort en janvier 1998, porté par le titre La nuit je mens, qui reçoit trois Victoires de la musique en 1999 . En 2005, à l'occasion de la vingtième édition des Victoires de la musique, Fantaisie militaire sera consacré meilleur album des vingt dernières années. C'est un franc succès, critique et commercial.
En 2000, il sort Climax, un double album de compilations dans lequel il revisite certains de ses plus grands titres, dont Volontaire en duo avec Noir Désir. Cette année-là, il écrit pour Vanessa Paradis la chanson L'Eau et le Vin, qui figure sur son album Bliss.

### Années 2000: derniers albums

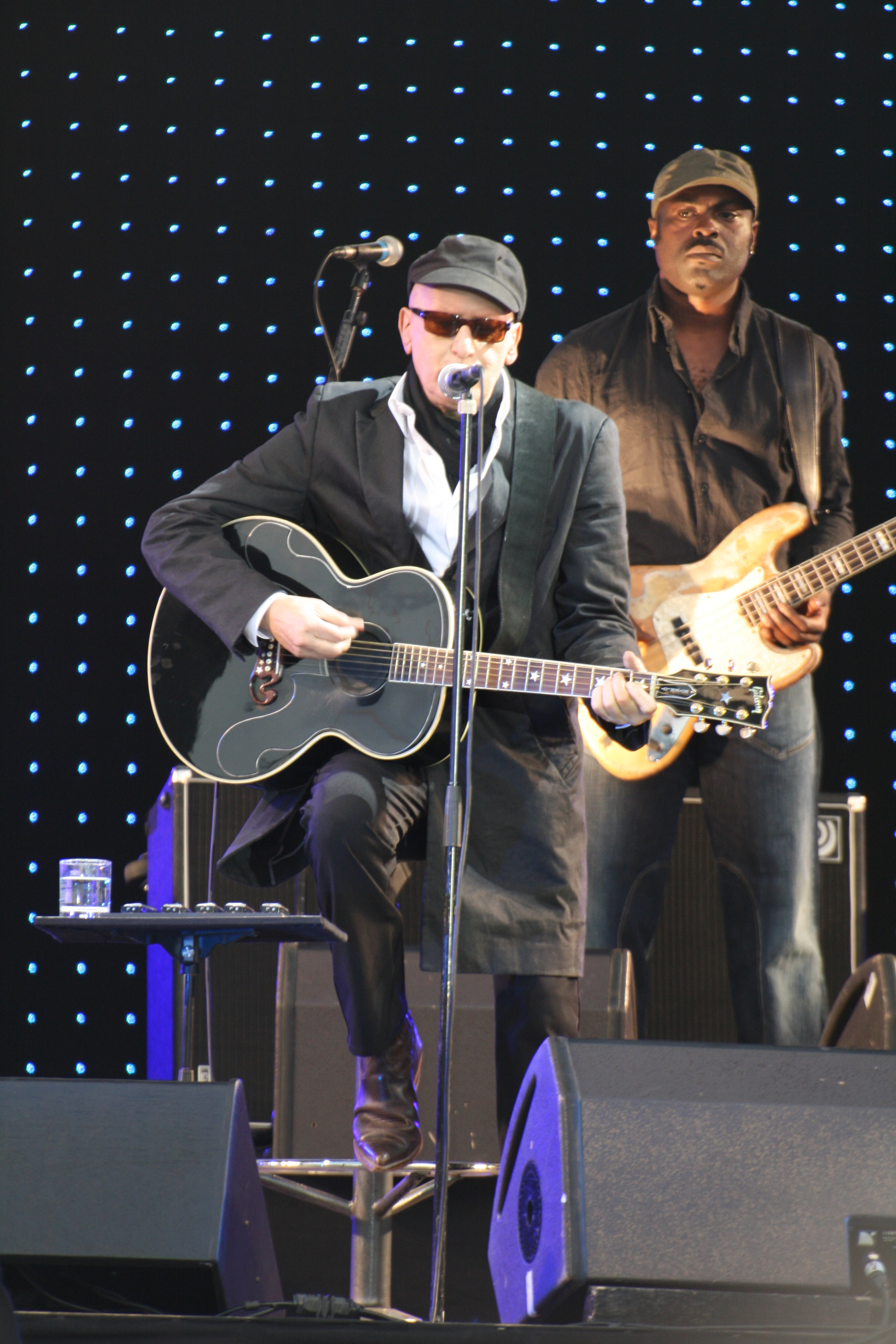
Bashung lors de sa dernière tournée le 11 juillet 2008 aux Francofolies de la Rochelle.

L'album L'Imprudence sorti en 2002, bien accueilli, est considéré comme le plus sombre. Ce disque exigeant, austère, plus « parlé » que chanté, avec des arrangements de cordes et d'électro, s'inspire, selon Alain Bashung, de la musique des vieux films en noir et blanc. Il enregistre le Cantique des cantiques avec son épouse, la comédienne et chanteuse Chloé Mons : ce titre avait été écrit à l'occasion de leur mariage en 2001, sur une musique de Rodolphe Burger, à partir d'une nouvelle traduction du Cantique des cantiques de la Bible par l'écrivain Olivier Cadiot. En 2003, il participe à l'album-hommage à Léo Ferré, Avec Léo !, interprétant une version renouvelée de la chanson Avec le temps, et il écrit la préface d'un ouvrage sur le parcours artistique de Ferré.
En octobre 2003, Alain Bashung revient sur scène après huit années. Durant deux ans, il parcourt avec ses musiciens les routes de France, en passant par Bruxelles et Montréal. Cette tournée est immortalisée par un double album en concert : La Tournée des grands espaces. En juin 2006, il passe quelques  jours. à la Cité de la Musique à Paris, qui lui donne carte blanche. il s'entoure des artistes qu'il admire : Christophe, Dominique A, Rodolphe Burger, Arto Lindsay.
Début 2007, il participe à la tournée des Aventuriers d'un autre monde, avec Jean-Louis Aubert, Cali, Daniel Darc, Richard Kolinka et Raphael. Il s'offre également deux soirées à la Salle Pleyel de Paris, tout en incarnant Jack l'Éventreur dans la chanson Panique mécanique, sur l'album La Mécanique du cœur de Dionysos.
Alain Bashung apparaît dans J'ai toujours rêvé d'être un gangster, de Samuel Benchetrit, où il joue une des séquences avec le chanteur belge Arno. Tous deux interprètent leur propre personnage, se disputant la paternité d'une chanson.
En 2008, il chante L.U.V. en duo avec Daniel Darc, sur l'album de celui-ci, Amours suprêmes. Il enregistre également une reprise de Que reste-t-il de nos amours ? en duo avec Françoise Hardy pour l'album (Parenthèses…) de cette dernière, sorti en 2006. Il participe également au Daho Show et reprend I Can't Escape from You en duo avec Étienne Daho. Il proposera également une création, L'Homme à tête de chou, autour de Serge Gainsbourg.
Le 24 mars 2008, Alain Bashung sort son ultime album : Bleu pétrole, collaborant notamment avec Gaëtan Roussel de Louise Attaque, Arman Méliès et Gérard Manset, dont il reprend la chanson Il voyage en solitaire, qui conclut l'album. Il entame ensuite une tournée et est notamment programmé dans plusieurs festivals. Le 10 juin 2008, il commence une série de récitals à l'Olympia, malgré une chimiothérapie en raison d'un cancer du poumon. Son parolier depuis vingt ans, Jean Fauque, annonce qu'un nouvel album pourrait voir le jour rapidement.
Alain Bashung devient chevalier de la Légion d'honneur le 1er janvier 2009,. Le 28 février 2009, il est nommé quatre fois aux Victoires de la musique et remporte trois trophées : interprète masculin de l'année, meilleur album de chanson pour Bleu pétrole, et sa tournée est désignée meilleur spectacle de l'année. Cette cérémonie, marquée par ses multiples récompenses, sera sa dernière apparition publique puisque, très affaibli, il décide d'annuler ses derniers concerts dans les jours qui suivent.

### Mort

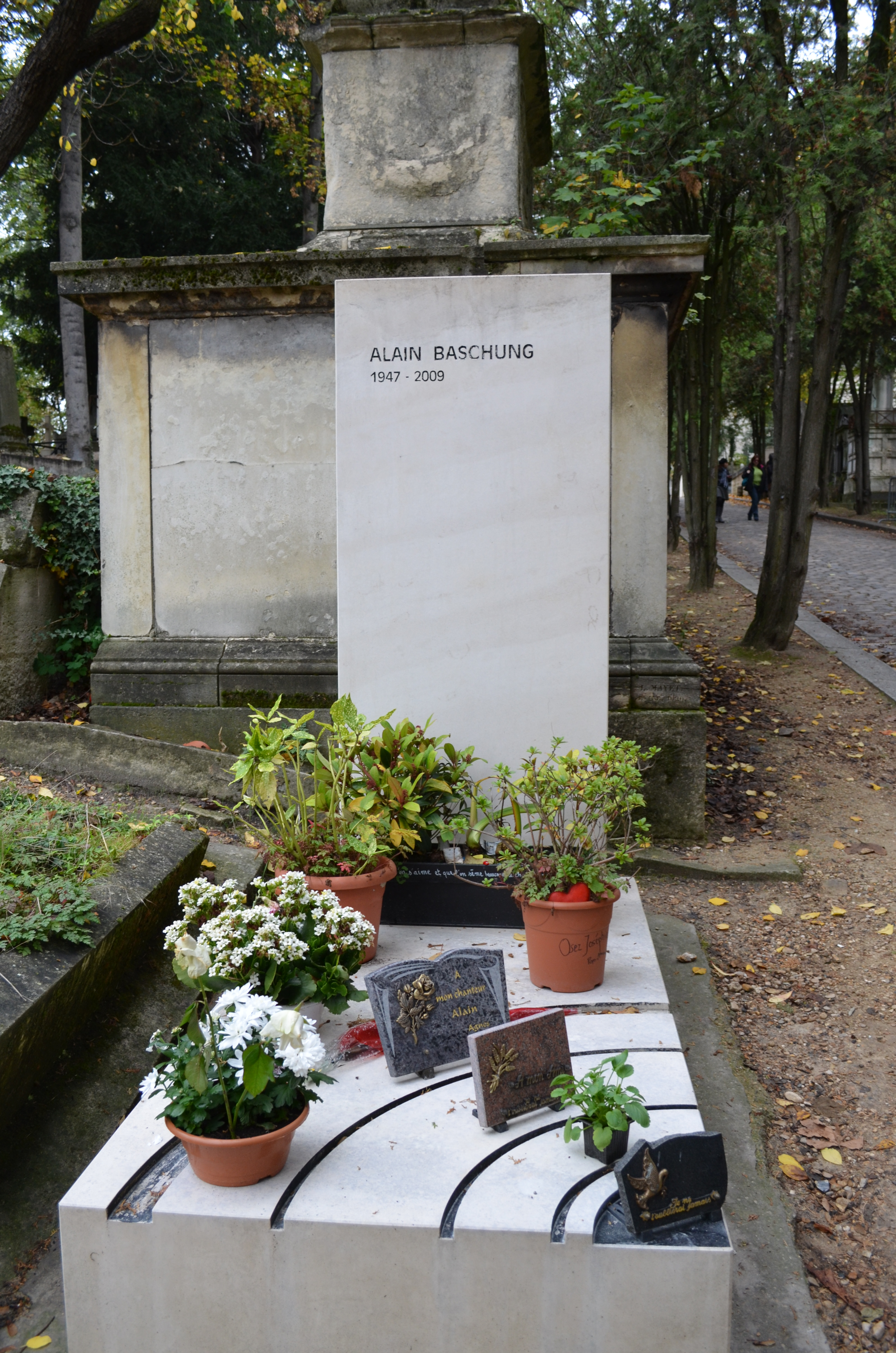
Tombe au cimetière du Père-Lachaise.

Gros fumeur, atteint d'un cancer du poumon depuis un an, il meurt le 14 mars 2009, à l'hôpital Saint-Joseph à Paris, à l'âge de 61 ans,,. Après une cérémonie en l'église Saint-Germain-des-Prés, il est inhumé au cimetière du Père-Lachaise (13e division) le 20 mars 2009. La pierre tombale est gravée d'arcs de cercle concentriques noirs, évoquant les sillons des disques vinyles.

### Vie privée
Alain Bashung se marie le 7 juin 1971 avec Chantal Mironneau ; ils divorcent le 22 octobre 1986. Il se remarie le 15 juin 1991 avec Chantal Monterastelli avec qui il a un enfant, Arthur, en 1983,. Ils se séparent en 1997 et divorcent le 10 décembre 1999. Il se marie une troisième fois le 30 juin 2001 avec Chloé Mons avec laquelle il a un deuxième enfant, Poppée Bashung, née le 22 janvier 2001.

## Œuvre posthume et hommages
Le 12 novembre 2009, la première d'un ballet de danse contemporaine a lieu, à la MC2 de Grenoble. La bande sonore utilise une réinterprétation, par Alain Bashung, de l'album L'Homme à tête de chou (1976), de Serge Gainsbourg, pour la chorégraphie homonyme de Jean-Claude Gallotta qui lui avait demandé en 2007 d’adapter l’œuvre,.
Le 27 novembre 2009 sort À perte de vue, une intégrale de ses enregistrements depuis 1977 (faisant donc l'impasse sur ses 45 tours des années 1960-1970) sur vingt-sept disques dont ses douze albums studio, ses cinq albums en concert (dont trois doubles), deux albums en duo avec Chloé Mons, deux albums instrumentaux et trois albums de reprises et duos. En même temps que ce coffret, un double album de la dernière tournée du chanteur, enregistré à l'Élysée Montmartre le 14 décembre 2008, sort le 16 novembre sous le titre Dimanches à l'Élysée. Et à cette même date sort également un DVD en concert enregistré à l'Olympia entre le 10 et 15 juin 2008, qui recevra en 2010 le prix Victoires de la musique (la douzième récompense de l'artiste) pour le DVD musical de l'année.
En février 2010, l'édition française du magazine Rolling Stone place six de ses albums dans le top 100 des meilleurs albums de rock français, avec notamment Osez Joséphine à la première place du classement et Fantaisie militaire en neuvième position.
Le 26 avril 2011, l'album hommage Tels Alain Bashung est publié avec douze reprises par plusieurs chanteurs et groupes, qui comporte également un documentaire, Alain Bashung - Faisons envie, réalisé par Thierry Villeneuve.
Le 7 novembre 2011, sa reprise de l'album de Serge Gainsbourg, L'Homme à tête de chou, sort chez Barclay.
Au printemps 2012, lors d'une soirée hommage, Pierre Mikaïloff et Hédi Tillette de Clermont-Tonnerre, sous la direction musicale de Yan Péchin, créent la pièce théâtrale et musicale Dernières nouvelles de Frau Major, inspirée de la vie et de la carrière d’Alain Bashung. Elle est jouée ensuite dans plusieurs autres villes dont Paris, au 104, les 29 et 30 mars 2013, avec, entre autres, Brigitte Fontaine (La nuit je mens), Kent, Miossec, Albin de la Simone, Chloé Mons et Bertrand Cantat.

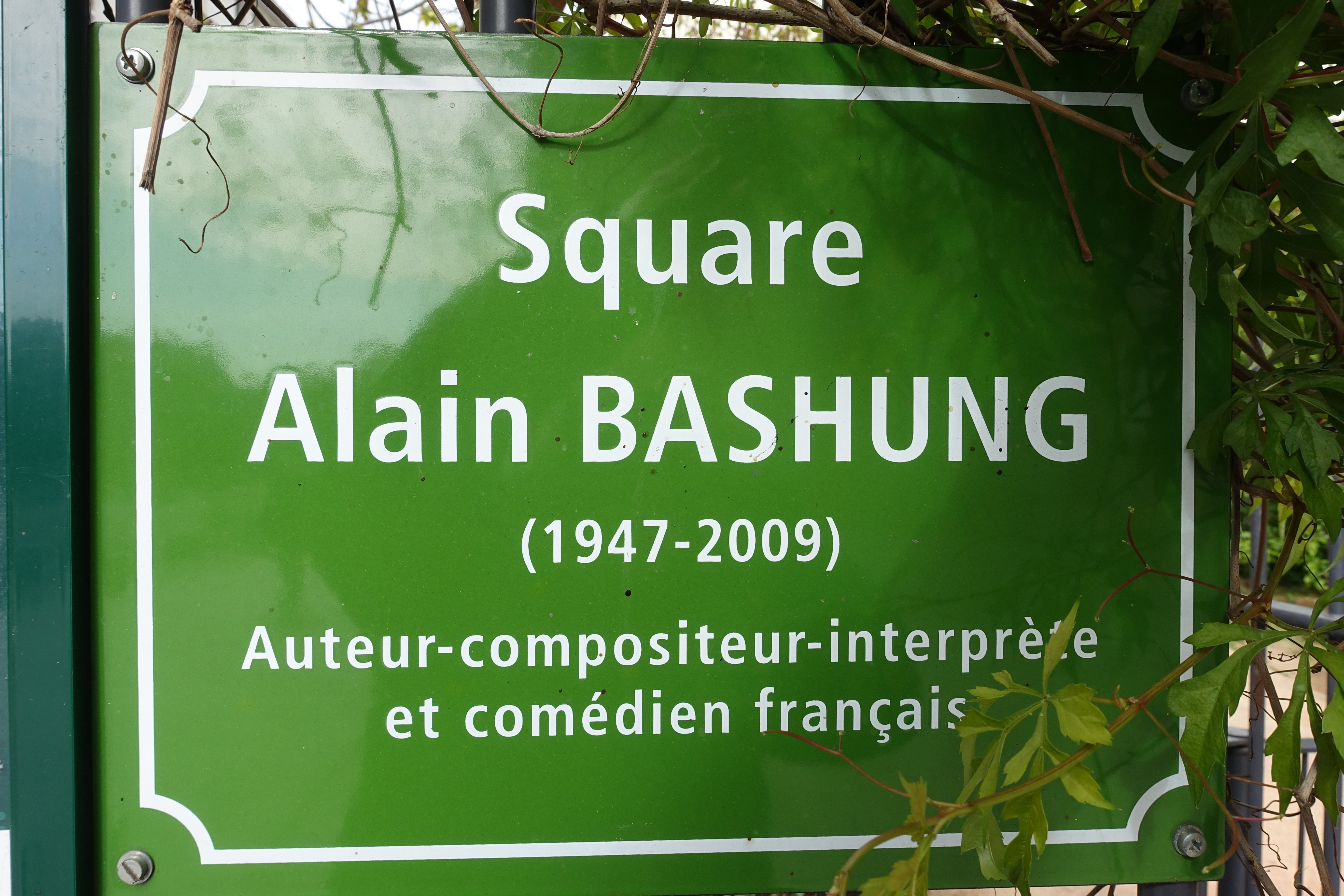
Plaque du square Alain-Bashung.

En 2012, la ville de Paris rend hommage à l'artiste en nommant un square Alain-Bashung. La ville de Mulhouse, par décision du conseil municipal du 14 octobre 2016, ainsi que la commune de Wingersheim, ont donné son nom à une rue. Ces communes se sont rappelées son enfance en Alsace .
Le 28 septembre 2018, la chanson Immortels, extraite du futur album En amont, est publiée. Elle provient des sessions de Bleu pétrole et elle est écrite par Dominique A. L'album sort le 23 novembre 2018, et comprend onze titres entre 2002 et 2008 et produits par Édith Fambuena.
Le 2 octobre 2019, sous l'impulsion de Yan Péchin, fidèle guitariste de Bashung, sous la supervision de Chloé Mons et avec l'appui du producteur Alain Lahana et de l'Institut National de l'Audiovisuel (INA), un concert hommage intitulé "Immortel Bashung" est organisé au Grand Rex, à Paris, qui fait salle comble pour l'occasion. Entourés de ses derniers musiciens, 18 artistes francophones l'interprètent, et sont diffusées des images d'archives issues de l'INA et du fonds privé de Chloé Mons.
Le concert est capté par France Télévisions, par Alexandre Buisson et diffusé à plusieurs reprises.
Le 18 mars 2022 sort l'album Live 81 enregistré en public à Troyes le 22 mai 1981.

## Discographie
| Année | Album                                                          | Charts  | Charts | Charts   | Charts | Charts | Charts |
| Année | Album                                                          | France, | Canada | Belgique | Suisse | Europe |        |
| ----- | -------------------------------------------------------------- | ------- | ------ | -------- | ------ | ------ | ------ |
| 1977  | Roman-photos                                                   | -       | -      | -        | -      | -      |        |
| 1979  | Roulette russe                                                 | -       | -      | -        | -      | -      |        |
| 1981  | Pizza                                                          | -       | -      | -        | -      | -      |        |
| 1982  | Play blessures                                                 | -       | -      | -        | -      | -      |        |
| 1983  | Figure imposée                                                 | -       | -      | -        | -      | -      |        |
| 1986  | Passé le Rio Grande                                            | -       | -      | -        | -      | -      |        |
| 1989  | Novice                                                         | -       | -      | -        | -      | -      |        |
| 1991  | Osez Joséphine                                                 | 14      | -      | -        | -      | -      |        |
| 1994  | Chatterton                                                     | 6       | -      | -        | -      | -      |        |
| 1998  | Fantaisie militaire                                            | 1       | -      | 15       | -      | -      |        |
| 2002  | L'Imprudence                                                   | 1       | -      | 2        | 46     | -      |        |
| 2002  | Cantique des cantiques en duo avec Chloé Mons                  | -       | -      | -        | -      | -      |        |
| 2006  | La Ballade de Calamity Jane avec Chloé Mons et Rodolphe Burger | -       | -      | -        | -      | -      |        |
| 2008  | Bleu pétrole                                                   | 1       | 20     | 4        | 11     | 14     |        |
| 2011  | L'Homme à tête de chou                                         | 18      | -      | -        | -      | -      |        |
| 2018  | En amont                                                       | 3       | -      | 8        | 5      | -      |        |

## Filmographie

### Acteur

#### Cinéma
- 1982 : Nestor Burma, détective de choc de Jean-Luc Miesch – Bo Craddock
- 1987 : Le Beauf d’Yves Amoureux – lui-même
- 1991 : Rien que des mensonges de Paule Muret – Adrien
- 1992 : L'Ombre du doute d’Aline Issermann – Father
- 1994 : Ma sœur chinoise d’Alain Mazars – Robert Chantegris
- 1995 : Le Jeu de la clé (court métrage) de Michel Hassan
- 1998 : Mon père, ma mère, mes frères et mes sœurs… de Charlotte de Turckheim – Guy
- 1999 : Je veux tout de Patrick Braoudé – Marc
- 2000 : La Confusion des genres d’Ilan Duran Cohen – Étienne
- 2000 : Retour à la vie de Pascal Baeumler – Yann
- 2000 : Félix et Lola de Patrice Leconte – Le chanteur
- 2000 : L’Origine du monde de Jérôme Enrico – Richard
- 2002 : La Bande du drugstore de François Armanet – Le prof de philo
- 2003 : Le P'tit Curieux de Jean Marbœuf – L'inspecteur de police
- 2006 : Arthur et les Minimoys de Luc Besson – Malthazar (voix)
- 2007 : J'ai toujours rêvé d'être un gangster de Samuel Benchetrit – Alain Bashung

#### Télévision
- 1983 : Le Cimetière des voitures (téléfilm) de Fernando Arrabal – Emanou
- 1990 : Jusqu'à que le jour se lève (téléfilm) de Bernard Villiot – Rodney
- 1991 : Des cornichons au chocolat (téléfilm) de Magali Clément – Nic
- 1992 : Puissance 4 (série télévisée) – Pascal Harden
- 1996 : Attends-moi (téléfilm) de François Luciani – Claude

### Compositeur
- 1982 : Nestor Burma, détective de choc de Jean-Luc Miesch,
- 1983 : Le Cimetière des voitures de Fernando Arrabal,
- 1985 : Le Quatrième Pouvoir de Serge Leroy
- 1987 : Le Beauf d’Yves Amoureux,
- 1990 : Les Lendemains qui tuent de Daniel Duval,
- 1992 : Le Jeune Werther de Jacques Doillon,
- 1995 : Pigalle de Karim Dridi,
- 1999 : Ma petite entreprise de Pierre Jolivet - outre la bande originale composée spécifiquement pour le film, la bande-son utilise sa chanson Ma petite entreprise (1994).

## Distinctions

### Victoires de la musique
Alain Bashung est, à égalité avec Matthieu Chedid, le chanteur le plus primé de l'histoire des Victoires de la musique avec treize trophées,. Toutefois, si toutes ces Victoires sont attribuées officiellement à Alain Bashung et en lien direct avec son œuvre (albums ou chansons), les catégories de DVD musicaux et de clips récompensent des œuvres pour lesquelles son implication est moindre par rapport à celle des réalisateurs concernés :
- 1986 - Album rock de l'année pour Passé le Rio Grande
- 1993 - Artiste interprète masculin
- 1993 - Vidéo-clip de l'année avec Osez Joséphine (réalisé par Jean-Baptiste Mondino)
- 1999 - Artiste interprète masculin
- 1999 - Album de variété, pop, rock de l'année avec Fantaisie militaire
- 1999 - Vidéo-clip de l'année avec La nuit je mens (réalisé par Jacques Audiard)
- 2000 - Album de musique originale de cinéma ou de télévision de l'année avec Ma petite entreprise
- 2005 - Album de ces 20 dernières années avec Fantaisie militaire (Victoire des Victoires)
- 2009 - Artiste interprète masculin
- 2009 - Album de variété, pop, rock de l'année avec Bleu pétrole
- 2009 - Spectacle musical, tournée ou concert de l'année avec Bleu pétrole tour
- 2010 - DVD Musical de l'année 2010 (posthume)
- 2019 - Album de chansons de l'année pour En amont

### Décorations
- Chevalier de la Légion d'honneur le 1er janvier 2009[35]